# Centro Espacial Naro
O Centro Espacial Naro é um espaçoporto sul-coreano no Condado de Goheung, na Jeolla do Sul, operado pelo Instituto da Coreia do Sul de Investigação Aeroespacial, a agência espacial estatal.(34° 25′ 55″ N, 127° 32′ 06″ L). Com a construção bem sucedida do Centro Espacial Naro em 2008, a Coreia do Sul tornou-se o décimo terceiro país do mundo a possuir um espaçoporto. Construído em 4.95 milhões de metros quadrados de terra ganha ao mar, o Centro Espacial Naro enviou com sucesso o Naro-1 para o espaço a 25 de Agosto de 2009.
O espaçoporto localiza-se a cerca de 485 km a sul de Seul. Inclui uma plataforma de lançamento, uma torre de controlo, montagem de foguetes e instalações para testes, instalações para teste de controlo e montagem de satélites, um centro de imprensa, uma estação de energia eléctrica, um space experience hall e uma pista de aterragem.
O primeiro lançamento, inicialmente planeado para 19 de Agosto de 2009, realizou-se a 25 de Agosto de 2009 usando um foguete espacial russo/sul-coreano, o Naro-1, mas o satélite não chegou a atingir a órbita desejada. Outro lançamento de um foguete a partir do Naro está planeado para Maio de 2010. A Rússia fornecerá a tecnologia para um terceiro lançamento caso as duas primeiras tentativas falhem.